# Askersunds pastorat
Askersunds pastorat är ett pastorat inom Svenska kyrkan i Södra Närkes kontrakt av Strängnäs stift. Pastoratet har pastoratskoden 041101 och ligger i Askersunds kommun. 
Pastoratet bildades 1 januari 2022 av Lerbäck-Snavlunda pastorat och Askersund-Hammars församling och omfattar samtliga församlingar i kommunen.
- Askersund-Hammars församling
- Lerbäcks församling
- Snavlunda församling